# Teen Beach 2
 (avril 2015).
Si vous disposez d'ouvrages ou d'articles de référence ou si vous connaissez des sites web de qualité traitant du thème abordé ici, merci de compléter l'article en donnant les références utiles à sa vérifiabilité et en les liant à la section « Notes et références ».
Série Teen Beach
Teen Beach Movie
(2013)
Pour plus de détails, voir Fiche technique et Distribution.
Teen Beach 2 est un téléfilm américain de la collection des Disney Channel Original Movie qui fait suite à Teen Beach Movie diffusé en 2013. Aux États-Unis, il a été diffusé le 26 juin 2015 sur Disney Channel.
En France, il a été diffusé le 31 août 2015 sur Disney Channel (France).

## Synopsis
La veille de la rentrée des classes, Mack et Brady, deux passionnés de surf, fêtent leurs 3 mois ensemble à l'endroit de leur première rencontre en regardant leur film préféré, le film qui les a réunis : Wet Side Story. Le jour de la rentrée, le couple se rend compte que cela ne marche pas entre eux au lycée et décide de rompre. Pendant ce temps, dans Wet Side Story, Lela, un des deux personnages principaux, se rend compte qu'elle ne veut plus continuer à jouer ce rôle et décide de rendre visite à Mack et Brady pour apprendre à devenir celle qu'elle veut être. Tanner, son petit ami, finit par la suivre. En arrivant, ils sont émerveillés par les progrès du présent et souhaitent y rester pour toujours. Mais hélas, cela est impossible car à la suite de leur départ du film, les autres personnages commencent à disparaître. Mack et Brady doivent alors leur dire qu'en réalité, ils ne sont pas réels mais juste des personnages de fiction d'un film des années 1960.

## Fiche technique
- Titre original : Teen Beach 2
- Réalisation : Jeffrey Hornaday
- Scénario : Dan Berendsen et Billy Eddy
- Société de production : Disney Channel Original Movie
- Société de distribution : Disney Channel
- Langue : anglais
- Durée : 1 h 44
- Budget :
- Dates de première diffusion :
  - États-Unis : 26 juin 2015
  - Canada : N/D
  - Québec : N/D
  - Belgique : 29 août 2015
  - France : 31 août 2015
  - Autres pays :
    - Espagne : 3 juillet 2015
    - Brésil : 12 juillet 2015
    - Royaume-Uni : 17 juillet 2015
    - Hongrie et Pologne : 18 juillet 2015
    - Japon : 25 juillet 2015
    - Allemagne : 26 juillet 2015
    - Australie : 27 juillet 2015

## Distribution
Sauf indication contraire, les informations mentionnées dans cette section peuvent être confirmées par la base de données cinématographiques IMDb,  présente dans la section « Liens externes ».
- Maia Mitchell (VFB : Nancy Philippot) : McKenzie / Mack
- Ross Lynch (VFB : Maxime Donnay) : Brady
- Grace Phipps (VFB : Maia Baran) : Lela
- Garrett Clayton (VFB : Christophe Hespel) : Tanner
- John DeLuca (VFB : Antoni Lo Presti) : Butchy
- Jordan Fisher (VFB : Karim Barras) : Seacat
- Piper Curda (VFB : Delphine Moriau) : Alyssa
- Raymond Cham Jr (VFB : Ilyas Mettioui) : Devon
- Ross Butler (VFB : Nicolas Matthys) : Spencer
- Mollee Gray (VFB : Laetitia Liénart) : Giggles
- Chrissie Fit (VFB : Delphine Chauvier) : CheeChee
- Kent Boyd (VFB : Emmanuel Dekoninck) : Rascal
- Jessica Lee Keller (VFB : Élisabeth Guinand) : Struts
- William T. Loftis (VFB : Olivier Prémel) : Lugnut

## Bande originale
La bande originale est sorti le 23 juin 2015 aux États-Unis.

### Chansons
| No  | Titre                        | Artiste(s)                                                                                          | Durée |
| --- | ---------------------------- | --------------------------------------------------------------------------------------------------- | ----- |
| 1.  | Best Summer Ever             | Ross Lynch, Maia Mitchell, Garrett Clayton, Grace Phipps, John DeLuca, Jordan Fisher & Chrissie Fit | 3:28  |
| 2.  | On My Own                    | Ross Lynch                                                                                          | 2:25  |
| 3.  | Right Where I Wanna Be       | Garrett Clayton & Grace Phipps                                                                      | 2:29  |
| 4.  | Falling for Ya (Reprise 1)   | Jordan Fisher & Chrissie Fit                                                                        | 3:12  |
| 5.  | Wanna Be With You            | Jordan Fisher                                                                                       | 2:51  |
| 6.  | Twist Your Frown Upside Down | Ross Lynch, Maia Mitchell, Garrett Clayton & Grace Phipps                                           | 2:58  |
| 7.  | Silver Screen                | Ross Lynch & Maia Mitchell                                                                          | 2:58  |
| 8.  | Rescue Me                    | Sabrina Carpenter                                                                                   | 2:34  |
| 9.  | Gotta Be Me                  | Ross Lynch, Maia Mitchell, Garrett Clayton, Grace Phipps, John DeLuca & Jordan Fisher               | 3:53  |
| 10. | Meant to Be (Reprise 3)      | Ross Lynch, Maia Mitchell, Garrett Clayton & Grace Phipps                                           | 1:55  |
| 11. | That's How We Do             | Ross Lynch, Maia Mitchell, Garrett Clayton & Grace Phipps                                           | 3:36  |
| 12. | Starting Over                | R5                                                                                                  | 2:55  |
| 13. | On My Own                    | Ross Lynch                                                                                          | 3:27  |
| 14. | Best Summer Ever             | Matthew Tishler & Amy Powers                                                                        | 3:28  |
| 15. | Gotta Be Me                  | Niclas Molinder, Joacim Persson, Johan Alkenäs & Charlie Mason                                      | 3:54  |

## Anecdotes
- Lorsque Tanner et Lela arrivent dans le monde réel en sortant de l'eau, cette dernière est pieds nus mais plus tard au moment de la chanson Right Where I Wanna Be, elle porte les talons hauts noirs qu'elle portait dans Wet Side Story ce qui est impossible vu qu'elle ne les avait pas en mains lors de son arrivée dans le présent.
- Garrett Clayton et John DeLuca ne sont pas doublés pour les chansons par Spencer Lee et Jason Evigan comme c'était le cas dans Teen Beach Movie.